# 富田茂之
富田 茂之（とみた しげゆき、1953年10月1日 - ）は、日本の政治家、弁護士。なのはな法律事務所所長。勲等は旭日大綬章。
衆議院議員（8期）法務大臣政務官、法務副大臣、財務副大臣、衆議院経済産業委員長、公明党政務調査副会長
などを歴任した。

## 経歴

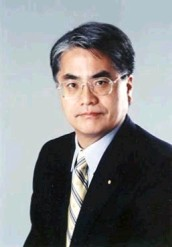
法務大臣政務官就任に際し公表された肖像写真（2005年頃）

- 1953年10月1日 - 千葉県銚子市に生まれる。
- 1972年3月 - 創価高等学校卒業[2]。
- 1981年3月 - 一橋大学法学部卒業。
  - 大学時代は東洋思想研究会に所属。一橋寮に居住[3]。
- 1983年10月 - 司法試験合格。
- 1986年4月 - 最高裁判所司法研修所にて司法修習38期を修了し、弁護士（千葉県弁護士会）となる。
- 1987年9月 - 富田法律事務所を開設。
- 1993年7月18日 - 第40回衆議院議員総選挙に旧千葉4区から公明党公認で出馬し、初当選。
- 1996年10月20日 - 第41回衆議院議員総選挙に比例南関東ブロックから新進党公認で出馬し、再選。
- 2000年
  - 1月 - 衆議院青少年問題に関する特別委員長に就任。
  - 6月25日 - 第42回衆議院議員総選挙に千葉2区から公明党公認で出馬するが、永田寿康に敗れ比例復活もならず落選。
- 2003年11月9日 - 第43回衆議院議員総選挙に比例南関東ブロックから出馬し、国政復帰を果たす。
- 2004年9月30日 - 法務大臣政務官に就任。
- 2005年
  - 9月11日 - 第44回衆議院議員総選挙で4選。
  - 9月22日 - 法務副大臣就任。
- 2006年9月27日 - 財務副大臣就任。

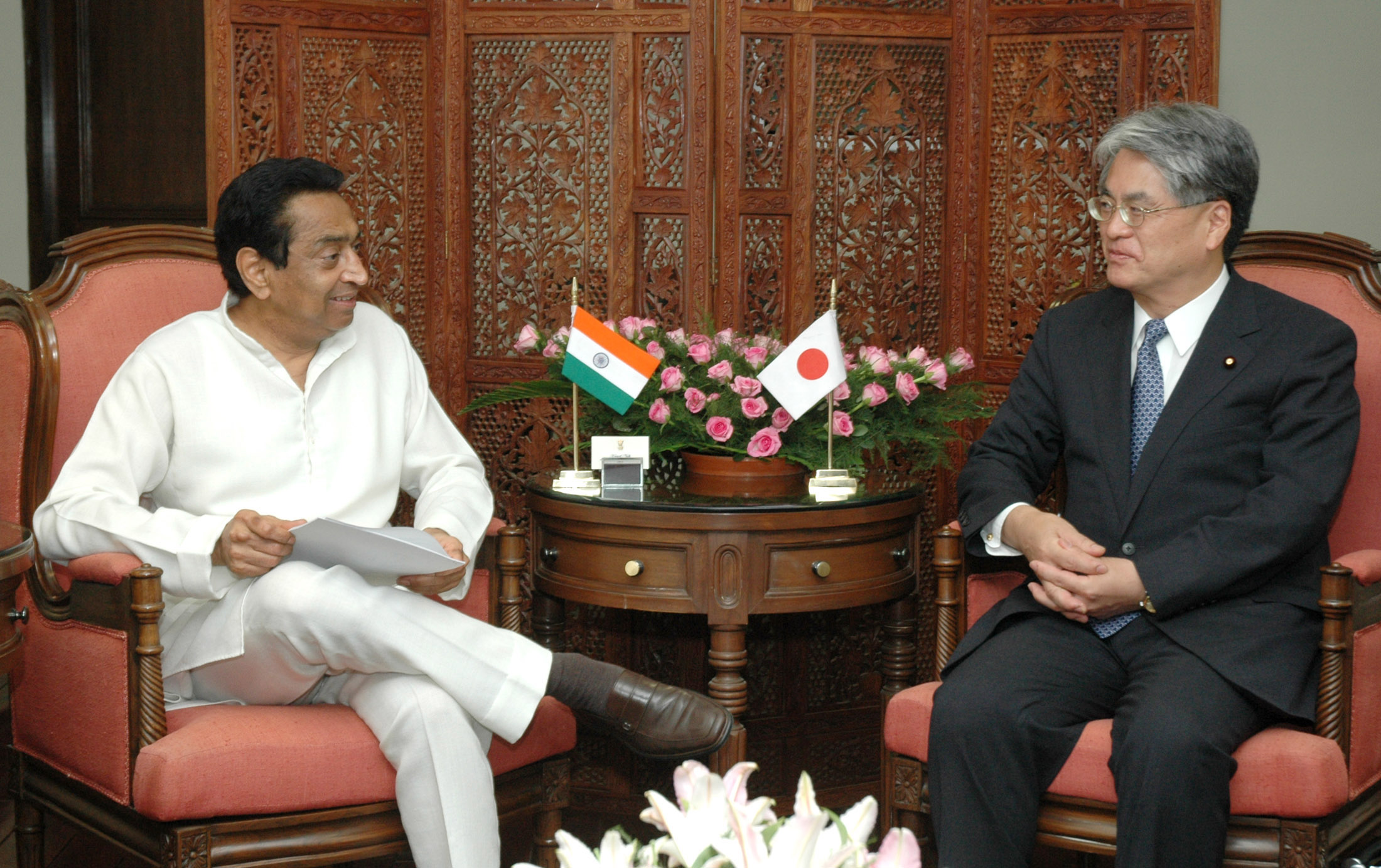
2007年、ニューデリーにて

- 2009年8月30日 - 第45回衆議院議員総選挙で5選。
- 2012年
  - 12月 - 第46回衆議院議員総選挙で6選。
  - 12月27日 - 衆議院経済産業委員長就任。
- 2014年12月14日 - 第47回衆議院議員総選挙で7選。
- 2015年 - 公明党教育改革推進本部長、公明党2020年東京オリンピック・パラリンピック推進本部本部長代理、公明党経済産業部会長。
- 2017年10月22日 - 第48回衆議院議員総選挙で8選。
- 2019年10月4日 - 衆議院経済産業委員長に就任[4]。
- 2021年
  - 10月 - 第49回衆議院議員総選挙に出馬せず、政界を引退。
  - 12月 - 一般社団法人未来構想会議副理事長に就任[5]。
- 2024年4月 - 旭日大綬章受章[6][7]。

## 人物
父は、1963年から1983年まで公明政治連盟銚子市議会議員を務めた富田文治。高校・大学時代の友人に、北海道大学公共政策大学院長・教授の石井吉春がいる。

## 現在の役職

### 公明党
- 中央幹事
- 政務調査会副会長
- 税制調査会副会長
- 憲法調査会副会長
- 経済再生調査会副会長
- 行政改革推進本部本部長代理
- 経済産業部会長
- 関東方面本部長
- 千葉県本部代表

### 衆議院
- 経済産業委員長

### その他
- パチンコ・チェーンストア協会（政治分野アドバイザー）[9]。
- マンガ・アニメ・ゲームに関する議員連盟（副会長）

## 過去の役職

### 衆議院
- 予算委員会理事（第176回国会）
- 政治倫理の確立及び公職選挙法改正に関する特別委員会理事（第175回国会）
- 文部科学委員会理事（第169回国会）
- 環境委員会理事（第164回国会）
- 予算委員会委員
- 青少年問題に関する特別委員会理事
- 総務委員会委員
- 経済産業委員会委員長
- 政治倫理審査会委員

## 主張・活動

### 国土交通相冬柴鐵三への代表質問
2008年2月28日の衆議院予算委員会において、身内である公明党の代表として国土交通大臣冬柴鐵三への代表質問に立つ。当時、冬柴は道路特定財源や官僚の天下りについて容認する発言を繰り返したため、党の内外を問わず批判が集中し、野党議員の追及を受けるまでに至っていた。富田は冬柴に対して「官僚の天下りを追及する民主党議員の行動は正しい」と発言し、物議を醸した。

### 尖閣諸島問題
尖閣諸島問題に関し、公明党訪中団関係者から首相周恩来との会談があったことを聞かされ、「日本政治・国際関係データベース」から外交資料を発掘。2010年9月の衆議院予算委員会で公明党委員長竹入義勝と周恩来の会談に同行した外交官のメモを資料として示し、中国の領有権主張は、国連アジア極東経済委員会による1968年の尖閣諸島海底調査の結果、「東シナ海の大陸棚には、石油資源が埋蔵されている可能性がある」ことが指摘されたため資源目当てでにわか仕立てされたものであることを、周が認めたことを明らかにした。